# Unblackened
Unblackened  es un álbum acústico en vivo de la agrupación estadounidense Black Label Society, publicado el 24 de septiembre de 2013. El disco contiene la grabación de un recital brindado por la banda en la ciudad de Los Ángeles el 6 de marzo de 2013.

## Lista de canciones
Todas las canciones escritas por Zakk Wylde, excepto donde se indique.

Todas las canciones escritas y compuestas por Zakk Wylde, except where noted. 
| Disco uno |                        |          |  |
| N.º       | Título                 | Duración |  |
| 1.        | «Losin' Your Mind»     | 5:47     |  |
| 2.        | «The Blessed Hellride» | 4:22     |  |
| 3.        | «Sold My Soul»         | 7:35     |  |
| 4.        | «Road Back Home»       | 6:09     |  |
| 5.        | «Spoke in the Wheel»   | 5:16     |  |
| 6.        | «House of Doom»        | 4:21     |  |
| 7.        | «Queen of Sorrow»      | 3:47     |  |
| 8.        | «Machine Gun Man»      | 4:51     |  |
| 9.        | «Sweet Jesus»          | 4:38     |  |
| 10.       | «In This River»        | 6:41     |  |
| 11.       | «Throwin' it all Away» | 11:06    |  |

| Disco dos |                                                    |          |  |
| N.º       | Título                                             | Duración |  |
| 1.        | «Takillya (Estyabon)»                              | 1:38     |  |
| 2.        | «Won't Find It Here»                               | 8:47     |  |
| 3.        | «Rust»                                             | 5:26     |  |
| 4.        | «Speedball»                                        | 1:04     |  |
| 5.        | «I Thank You Child»                                | 5:01     |  |
| 6.        | «Stillborn»                                        | 8:24     |  |
| 7.        | «Ain't No Sunshine When She's Gone» (Bill Withers) | 3:31     |  |
| 8.        | «Lovin' Woman (Bonus)»                             | 5:04     |  |
| 9.        | «Queen of Sorrow» (Versión de estudio)             | 4:14     |  |
| 10.       | «Song for You (Bonus)» (Leon Russell)              | 5:07     |  |
| 11.       | «Won't Find It Here» (Versión de estudio)          | 6:55     |  |
| 12.       | «Yesterday, Today, Tomorrow» (Versión de estudio)  | 4:45     |  |

## Créditos
- Zakk Wylde – voz, guitarra, piano
- Nick Catanese – guitarra
- John DeServio – bajo, voz
- Derek Sherinian - piano
- Chad Szeliga – batería
- Greg Locascio - voces adicionales